# Баширин, Иван Степанович
Иван Степанович Баширин (1921—1993) — советский сельскохозяйственный деятель, директор учебно-опытного хозяйства «Оёкское» Иркутского сельскохозяйственного института, Герой Социалистического Труда (1985).

## Биография

### Трудовой подвиг
Иван Степанович работал в совхозе «Оёкский» Иркутского района Иркутской области, впоследствии стал его директором. В 1963 году совхоз был переименован и реорганизован в учебное хозяйство при ИСХИ. На базе совхоза было налажено производство элитных семян зерновых и картофеля для обеспечения ими других районов области. Учхоз «Оёкский» под управлением Баширина занимал ведущие места среди 126 учхозов страны. За успехи в сельском хозяйстве и управлении учебных хозяйством «Оёкское» Баширину Ивану Степановичу было присвоено высокое звание Героя Социалистического Труда.
Во время передела собственности в 1990-х годах учхоз «Оёкский» подвергся нападкам со стороны преступных сообществ. В одном из столкновений с бандитами Иван Степанович был зверски убит.

## Награды
- медаль «Серп и Молот» (05.12.1985)
- орден Ленина (05.12.1985)
- орден Октябрьской Революции (23.12.1976)
- орден Отечественной войны 1-й степени (11.03.1985)
- орден Отечественной войны 2-й степени
- два ордена Трудового Красного Знамени (11.01.1957; 23.06.1966)
- орден Красной Звезды
- орден «Знак Почёта» (08.04.1971)
- медали СССР